# Tinhosa Pequena
Tinhosa Pequena is een eilandje in de Golf van Guinee. Het ligt zo'n 20 kilometer ten zuiden van Principe en maakt deel uit van de republiek Sao Tomé en Principe.
Het eiland kent net als het nabijgelegen Tinhosa Grande geen permanente bewoning. Administratief valt het eiland onder de provincie Principe en het district Pagué. Net als het buureiland is Tinhosa Pequena een belangrijke broedplaats voor zeevogels als de noddy (Anous stolidus), witkapnoddy (Anous minutus), bonte stern (Onychoprion fuscatus), witstaartkeerkringvogel (Phaethon lepturus) en bruine gent (Sula leucogaster).
Provincies: Sao Tomé (Sao Tomé) · Principe (Santo António)
Districten: Água Grande (Sao Tomé) · Cantagalo (Santana) · Caué (São João dos Angolares) · Lembá (Neves) · Lobata (Guadalupe) · Mé-Zóchi (Trindade) · Pagué (Santo António)
Eilanden: Ilhéu Bom Bom · Ilhéu das Cabras · Ilhéu Caroço · Principe · Ilhéu das Rolas · Ilhéu de Santana · Sao Tomé · Tinhosa Grande · Tinhosa Pequena